# Tonicia disjuncta
Tonicia disjuncta är en blötdjursart som först beskrevs av Frembly 1827.  Tonicia disjuncta ingår i släktet Tonicia och familjen Chitonidae. Inga underarter finns listade i Catalogue of Life.